# Winfried Baumann (Künstler)
Winfried Baumann (* 16. September 1956 in Creglingen) ist deutscher Künstler. Er lebt und arbeitet in Nürnberg und Buch/Ufr.

## Leben
Nach einer Lehre als Steinmetz im elterlichen Betrieb absolvierte Baumann eine weitere Lehre als Holzbildhauer an der Staatlichen Holzbildhauerschule in Bischofsheim in der Rhön. Von 1982 bis 1988 studierte er an der Akademie der Bildenden Künste Nürnberg. Zunächst bei Wilhelm Uhlig und anschließend bei Ludwig Scharl. Er wurde Meisterschüler und erhielt im Jahr 1989 den Debütantenpreis des Freistaates Bayern.

## Ausstellungen

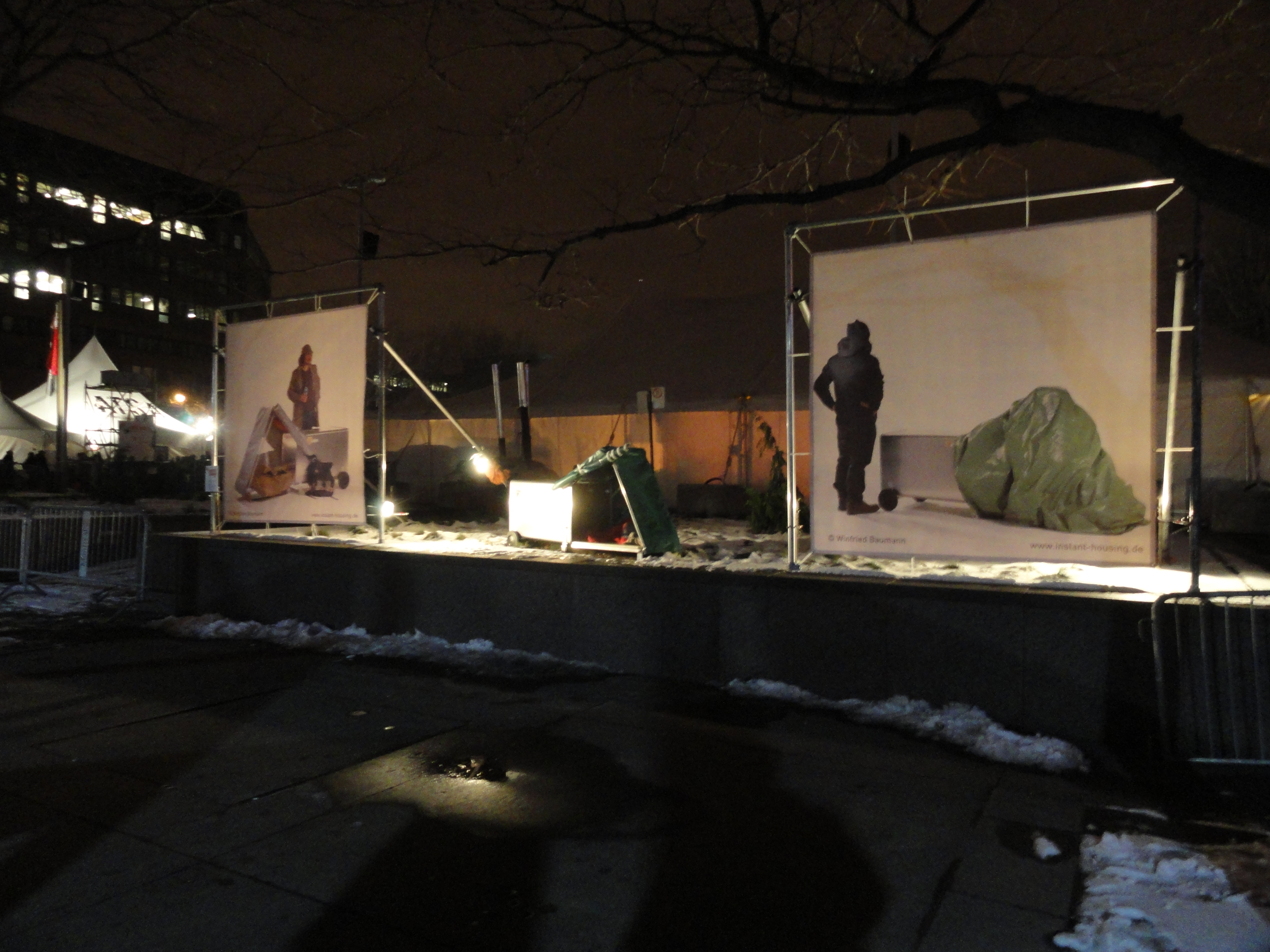
ATSA, Place Émilie-Gamelin, Montreal 2010

- Public Design Festival, Mailand 2009.
- Kaailandzuid, Antwerpen Open VZW, Antwerpen 2009.
- Estuaire, Biennale for Contemporary art, Nantes / Saint-Nazaire 2010.
- Biennale International Design, Saint Etienne 2011.
- Armut, Stadtmuseum Simeonstift, Trier 2011.
- ATSA, Centre Culturel de Verdun, Montreal 2012.
- I love Aldi, Wilhelm-Hack-Museum, Ludwigshafen 2012
- Instant Cooking, Arp Museum Bahnhof Rolandseck, 2013
- Kunst trotz(t) Armut, documenta-Halle, Kassel 2014
- Topf u. Deckel, Museum Villa Zanders, Bergisch Gladbach 2015
- Schleierflug, Fränkisches Spitalmuseum, Aub 2015